# Rudolf Reder

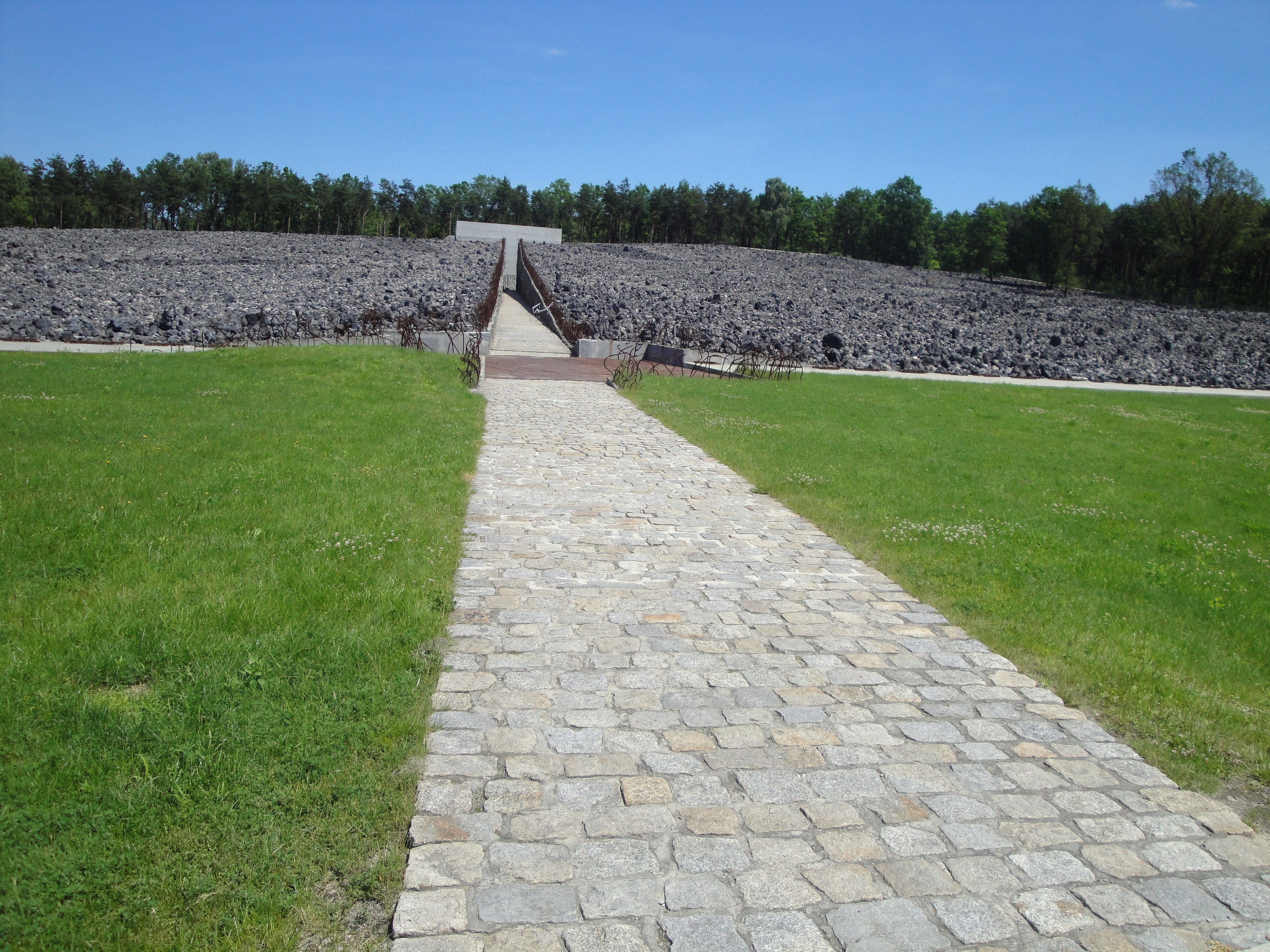
Památník na místě bývalého vyhlazovacího tábora Belzec

Rudolf Reder (4. dubna 1881 - 1968?) byl polský žid, který jako jeden z mála (obvykle se uvádí celkem 7 uprchlíků) unikl z vyhlazovacího tábora Belzec a jako jediný vězeň podal o táboře obsáhlejší svědectví. Pocházel ze Lvova, kde pracoval v továrně na mýdlo. Do tábora se dostal 11. srpna 1942 a koncem listopadu 1942 se mu podařilo uniknout, když pomáhal strážným s nakládkou materiálu ve Lvově. Reder přežil válku, odstěhoval se do Kanady a v roce 1963 svědčil v procesu se strážnými z Belzce.

## Vzpomínky

### Cesta do Belzce
„Ve vagóně nebylo slyšet jediného slova. Byli jsme si vědomi, že jedeme umřít, že nás nemůže nic zachránit; apatičtí, bez jediného vzdechu. Všichni jsme mysleli na jediné, jak utéci. Ale to nešlo. Nákladní vlak, kterým jsme jeli, byl nový, okna měl tak úzká, že bych se jím nemohl ani protáhnout. Muselo být ale možné nějak dveře otevřít, protože jsme slyšeli každých pár minut střelbu na někoho, kdo zkoušel utéci. Nikdo se spolu nebavil, nikdo neutěšoval plačící ženy, nikdo nezastavoval vzlykání dětí. Všichni jsme věděli: jsme na naší cestě k jisté a hrozné smrti. Přáli jsme si, aby už to bylo za námi. Možná někdo utekl, nevím.“

### Příjezd do tábora
„Irrman mluvil velice nahlas a zřetelně. "Ihr gehts jetzt baden, nachher werdet ihr zur Arbeit geschickt" (Teď se půjdete vykoupat a potom budete posláni do práce). A to bylo všechno. Všichni jásali a byli šťastní, že potom všem půjdou do práce. Jeho slova si pamatuji, byla opakována den za dnem, obvykle třikrát denně, po celé 4 měsíce mého života v táboře. Byla to chvíle naděje a klamných představ. Na každý pád se lidem dýchalo lehčeji. Byl tam už klid, podařilo se je utišit. Celý zástup se pohnul dopředu, muži přímo nádvořím do budovy, na které bylo napsáno velkými písmeny "Bade und Inhalationsraume" (koupelna a inhalační místnosti).“

### Transporty
„V táboře smrti jsem byl od srpna do listopadu 1942. To bylo období masového vraždění Židů. Několik spoluvězňů v táboře, kteří tu už byli delší dobu, mi sdělilo, že nejvíce transportů smrti přijelo právě v tomto období. Přijížděly každý den, bez přestávky, zpravidla třikrát denně a každý vlak měl asi 50 vagónů se 100 lidmi v každém. Když dorazil transport v noci, musely oběti čekat v uzavřených vozech až do šesté hodiny ranní.“
„S každým transportem to šlo stejně jako s mým. Vězni se museli vysvléci, jejich věci zůstaly ležet na dvoře a Irrman spustil tu svoji klamnou řeč a vždy to samé. Lidé na chvíli jásali, viděl jsem záblesk naděje v jejich očích. Naděje, že půjdou do práce. Ale už o chvíli později byly malé děti odděleny od svých matek, staří a nemocní byli nakládáni na nosítka a muži s malými dívkami byli za pomoci pažeb od pušek hnáni dál a dál podél oplocené cesty přímo do plynových komor. Nahé ženy byly stejně brutálně nasměrovány do druhé budovy, kde jim byly ostříhány vlasy. Můžu určit přesně ten moment, kdy pochopili, co je čeká. Hrůza se zoufalstvím a nářkem se mísila se zvuky orchestru. Když šli muži do plynových komor, byli hnáni a bodáni bajonety. Do každé komory bylo natěsnáno asi 750 lidí. Časem zaplnili všech šest komor, zatímco v první komoře už namačkaní lidé dvě hodiny čekali na svoji smrt. Až když bylo všech šest komor plných, že bylo těžké zavřít vůbec dveře, byl nastartován motor.“

### Němci, zlato a cennosti
„Na cestě od plynových komor k hrobům, podél asi několika set metrů stálo několik zubařů, vybavených kleštěmi. Zastavili každého, kdo táhl tělo, otevřeli mrtvému pusu a vytrhli mu zlato, které hodili do koše. Bylo tam 8 zubařů. Většinu z nich tvořili mladí lidé, vybraní pro tuto práci z transportu. Jednoho z nich jsem poznal blíže. Jmenoval se Zucker a přišel ze Rzeszowa. Zubaři měli vlastní malý dům společně s "lékaři" a lékárníky. Při západu slunce nesli koše plné zlatých zubů dovnitř a třídili zlato, které tavili do tabulek. Gestapák (SS-man) Schmidt je hlídal a bil je, když pracovali moc pomalu. Každý transport musel být udělán za 2 hodiny. Zuby se tavily do tabulek, které byly 1 cm tlusté, 0,5 cm široké a 20 cm dlouhé (...) 10 vězňů muselo opatrně rozpárat každý kousek oděvu pod dohledem strážců a bičů esesmanů, kteří si mezi sebou dělili nalezené peníze. Na tuto práci byli přiřazováni speciální esesmani, ale vždy ti samí. Vězni, kteří je třídili a párali oblečení, nemohli a také ani nechtěli nic zpronevěřit. Nač jim byly dobré peníze nebo cennosti ? Nic jsme si nemohli koupit a ani jsme neměli naději na přežití. Nikdo z nás nevěřil na zázraky. Každý vězeň byl pečlivě hlídán, ale přesto jsme často chodili po rozsypaných dolarech, které nebyly registrovány. Nevzali jsme si je. Bylo to nesmyslné a nepomohlo by nám to. Jednou jeden švec schoval schválně 5 dolarů. On a jeho syn byli zastřeleni. Šel na smrt šťastný - chtěl to mít za sebou. Smrt byla jistá a proč se nechat trápit ? Dolary nám v Beĺzecu pomohly snadněji umřít.“

### Útěk
„Na konci listopadu se blížil ke konci čtvrtý měsíc mého příšerného pobytu v táboře smrti Beĺzec. Irrman mi jedno ráno řekl, že je do tábora potřeba kovových plátů. Byl jsem tehdy oteklý samá modřina a hnis mi vytékal z ran. Gestapák Schmidt mi natrhl obě tváře holí. Irrman mi sdělil se zlomyslným smíchem, že pro pláty pojedu pod dohledem eskorty do Lvova - "Sollst nicht durchgehen" (jenom neuteč). Tak jsem jel, naložen na nákladní auto spolu se čtyřmi gestapáky a hlídkou. Ve Lvově jsem po celém dnu nakládání kovových plátů zůstal na voze sám pouze s jedním hlídačem. Zbytek šel pryč se trochu pobavit. Seděl jsem tam několik hodin, aniž bych se hýbal a vůbec přemýšlel. Pak jsem zpozoroval, že můj strážce usnul a chrápal. V reflexu, bez chvíle uvažování jsem seskočil z vozu; dozorce stále spal. Stál jsem na chodníku, na chvíli jsem předstíral nějakou činnost kolem plátů a pak jsem se pomalu pohnul pryč. Ulice Legionów byla velice rušná. Narazil jsem si svoji čepici do čela. Ulice byly temné a nikdo mě neviděl. Pamatoval jsem si, kde žila moje paní domácí. Byla to Polka a tam jsem zamířil. Ona mě schovala. 20 měsíců jsem strávil léčením mých ran na celém těle.“

## Rozpory v svědectví a kritika
Pokud srovnáme Rederovy vzpomínky s jinými prameny o táboře, je nesporné, že je zde několik rozporů a nejasností. Kritikové (revizionisté) vyčítají Rederovi důležité nepřesnosti při popisu plynových komor a velikosti tábora. Jeho údaj, že bylo možno namačkat 23-37 osob na metr čtvereční plynové komory, jak vyplývá z jeho popisu, je považován za fyzicky nemožný. Dále pak nesprávné nazývání SS personálu jako gestapáci. Také to, že napsal, že do tábora dorazili i francouzští, řečtí a norští židé, jejichž transporty do Belzce nikdy nepřijely. Reder popsal návštěvu Heinricha Himmlera, oficiální zdroje však o této návštěvě neví. Další nejasnosti vznikají ohledně Rederova odhadu počtu mrtvých. Podle něj muselo v táboře zemřít přinejmenším 2,5 milionu lidí, což je číslo podle všech seriózních zdrojů silně nadnesené. Kritice neunikla ani údajně nereálná historka útěku. Někteří autoři se domnívají, že Reder ve svém svědectví o táboře mohl "opisovat" z Gersteinovy zprávy, která obsahuje rovněž množství nesrovnalostí.
Podle většiny současných historiků zabývajících se touto problematikou Rederovy omyly a některé nepřesnosti nic nemění na tom, že v táboře byl a jeho chod popsal poměrně přesně. Tudíž je obecně považován za věrohodný zdroj a podle toho je v literatuře i citován.